# Stansted Mountfitchet
Stansted Mountfitchet är en ort och civil parish i Uttlesford i Storbritannien. Den ligger i grevskapet Essex och riksdelen England, i den sydöstra delen av landet, 50 km nordost om huvudstaden London. Stansted ligger 83 meter över havet och antalet invånare är 5 429.
Terrängen runt Stansted är platt. Runt Stansted är det ganska tätbefolkat, med 111 invånare per kvadratkilometer. Närmaste större samhälle är Bishop's Stortford, 4,3 km sydväst om Stansted. Trakten runt Stansted består till största delen av jordbruksmark.